# Haldex
Haldex AB est une entreprise suédoise spécialisée dans les solutions de freinage et de suspension pour les véhicules industriels. Coté depuis 1960 à la bourse de Stockholm à l'OMX, le groupe suédois se divise en deux entités indépendantes ; Commercial Vehicle Systems AB et Hydraulic Systems AB.
Connue pour son système de gestion électronique des transmissions intégrales, son activité se réduit depuis 2011 au développement de systèmes de freinage pneumatique et de suspension, de systèmes hydrauliques et de pompes à transfert de carburant. Possédant 10 sites de production sur l'ensemble de la planète, son marché s'étend principalement aux États-Unis, en Europe, puis se consolide en Amérique du sud et en Asie, notamment au Brésil et en Chine.
Haldex est membre de l'association européenne des équipementiers automobiles, le CLEPA.

## Divisions
La division Garphyttan Wire a été cédée le 1er juin 2009 à Suzuki Metal.
 
La division Traction Systems (transmission intégrale à pilotage électronique) a été cédée le 11 décembre 2010 à l'Américain BorgWarner contre 205 millions de dollars.

Dans la continuité des changements stratégiques entamés en juillet 2010, les deux divisions restantes sont sur la voie de l'indépendance pour composer le nouveau groupe Haldex. 
- Commercial Vehicle Systems - CVS (freinage, suspension…)
- Hydraulic Systems - HS (pompe, levage…)

## Domaines techniques

### Freinage et suspension
Pour les véhicules lourds et industriels, Haldex AB développe par sa division Commercial Vehicle Systems des solutions de suspension/stabilisation et freinage pneumatiques. 

### Systèmes hydrauliques
Au sein de sa division Haldex Hydraulic Systems, la technologie s'adresse aux poids lourds, aux véhicules industriels et agricoles. L'offre des solutions techniques s'étend des dispositifs de levage au guidage des véhicules. 

### Technologie moteur
Pour les moteurs diesel de véhicules lourds, Haldex développe par sa division Hydraulic Systems des produits contribuant à réduire l'impact écologique, comme des pompes de transfert de carburant, ou le système Alfdex qui traite l'huile des gaz de carter de moteur. 

## Transmission intégrale
Jusqu'en 2011 Haldex était surtout connue dans le monde automobile pour sa transmission intégrale pilotée électroniquement, nommée Haldex LSC, dont le développement en est à la cinquième génération au sein de sa division Traction Systems. Les paramètres de gestion indépendante du couple sur les quatre roues se contrôlent par un logiciel qui peut être personnalisé au gré des exigences de chaque constructeur. Depuis février 2011 Haldex Traction Systems appartient intégralement au spécialiste américain de la transmission BorgWarner. 
Techniquement le dispositif contrôlé par l'ECU peut supporter un transfert de couple allant jusqu'à 2 400 N m, se montre compatible avec les systèmes ABS (système antiblocage), ESP (programme électronique de stabilité) et TCS (système antipatinage), et trouve ses informations par l'intermédiaire du bus standard CAN. L'adaptation au type de terrain est quasiment instantanée.
Depuis 1998, dix constructeurs automobiles bénéficient de cette technologie. Audi (A3, S3 quattro, TT coupé quattro,  TT roadster quattro), Bugatti (Veyron), Buick (Lacrosse), Cadillac (SRX), Ford (Freestyle, Five Hundred, Kuga), Mercury (Montego), Opel (Insignia), Saab (modèles équipés XWD), Seat (Leon 4, Alhambra), Skoda (Octavia 4x4, Combi 4x4 et Yeti 4x4), Volvo (tous les modèles équipés AWD, et la gamme XC), Land Rover (Freelander), VW (tous les modèles équipés 4Motion et la Beetle RSi).
La cinquième génération a passé l'étape de développement et équipera les plates-formes 2012.
Modèles équipés, par génération :
- Génération I (1998)

Audi A3, TT ; VW Golf, Bora, Sharan, Beetle ; Seat Leon, Alambra ; Skoda Octavia.
- Génération II (2002)

Audi A3, TT ; VW Golf, Passat, Multivan ; Seat Altera, Freetracker, Skoda Octavia ; Bugatti Veyron ; Ford Freestyle, 500 ; Mercury Montego ; Volvo S40, V50, S60, V70, XC70, S80, XC90.
- Génération III (2004)

Land Rover Freelander ;	Volvo S60, V70, XC70, S80, XC90.
- Génération IV (2007)

Audi A3, TT ; VW Golf, Passat, Tiguan ; Skoda Octavia, Superb, Yeti ; Land Rover Freelander, Range Rover Evoque ; Volvo S60, V60, XC60, V70, XC70, S80, XC90.
- Haldex XWD (2008)

Saab 9-3 et 9-5 XWD, 9-3X, 9-4X ; Opel Insignia ; Buick Lacrosse ; Cadillac SRX.
- Génération V (2012)

VW, futures plates-formes AWD.

## Implantation

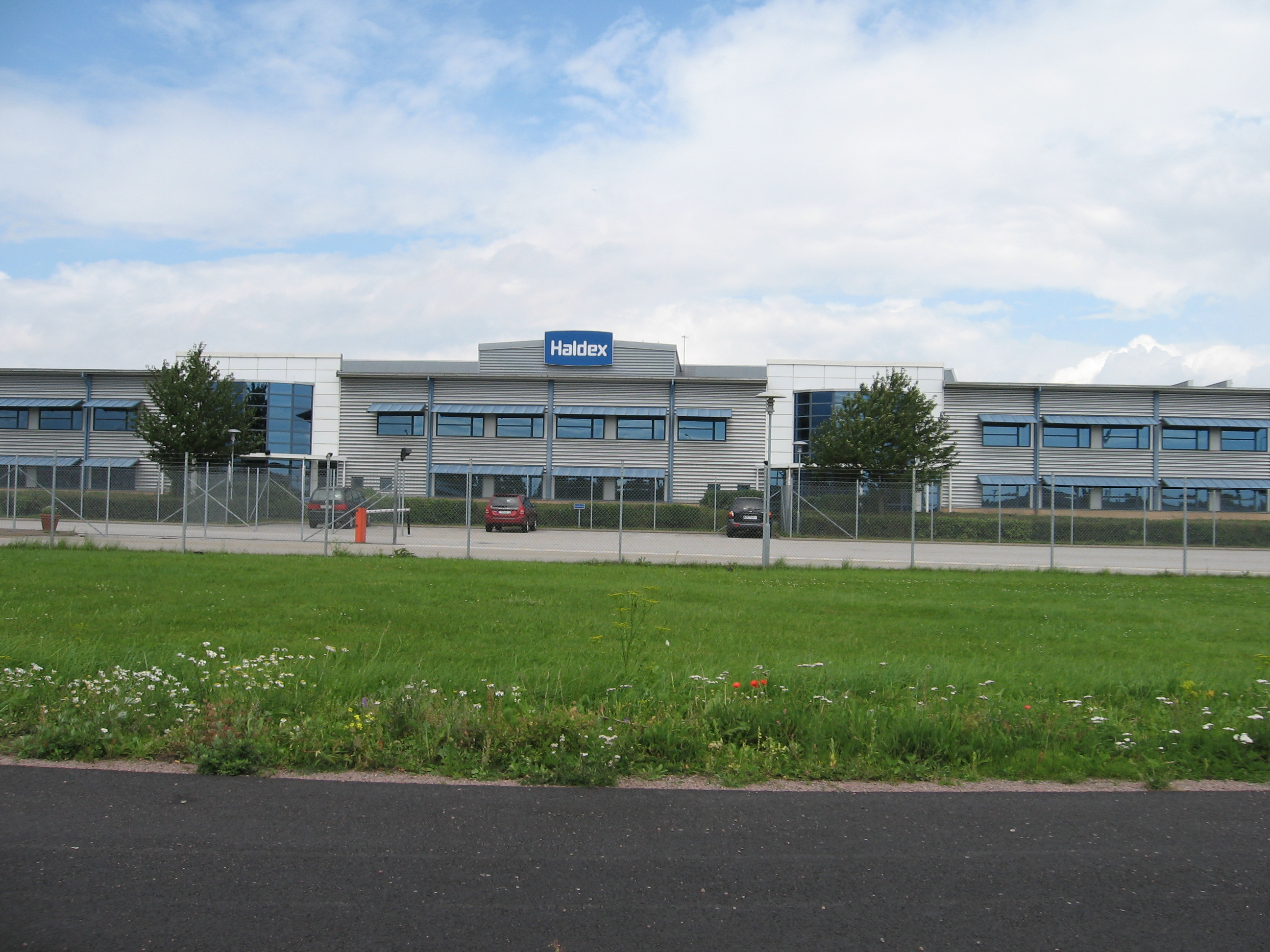
Usine de Landskrona en Suède

Les usines Haldex sont implantées dans les pays suivants :
- Allemagne
- Brésil
- Chine
- États-Unis
- Hongrie
- Inde
- Mexique
- Suède

## Marché
En 2013 les performances de Haldex concernaient pour 52 % le marché nord-américain, pour 35 % le marché européen, l'Asie et le Moyen-Orient pour 8 %, puis l'Amérique du sud. 55 % de son activité s'est appliquée à l'équipement des véhicules lourds, le reste a concerné l'après-vente.
En avril 2009, Haldex signait un nouveau contrat de partenariat de 7 ans avec le groupe Volkswagen pour 4,5 milliards de couronnes suédoises. Il concerne l'adaptation de son système de transmission intégrale de cinquième génération sur les plateformes 2012 équipées AWD-system assisté du système FXD. L'Américain BorgWarner a pris le relai du contrat depuis 2011. 

## Histoire
L'origine commence en 1887 lorsque Henning Hammarlund fonde, après ses études en Suisse, une entreprise de mécanique de précision spécialisée dans les montres de poche, les compteurs de taxi (taximètres) et les machines à écrire. Par contraction de son patronyme, il la baptise Halda. En butte à des difficultés financières et à la chute du marché des montres de poche, il abandonne les montres en 1917, puis finit par dissoudre Halda en 1920. L'activité ne disparait pas pour autant, puisque Henning Hammarlund continue la production de compteurs pour taxi sous sa nouvelle marque Haldex, contraction de Halda Taximeter, tandis qu'un repreneur fonde Halda Fabriker AB pour continuer la production de machines à écrire.
Entretemps Halda coopère avec Thulinverken AB, un fabricant suédois d'avions fondé en 1914, qui développera des systèmes de freinage, puis avec SAB Wabco AB fondé en 1916 et spécialisé dans les freins de train et de camion. Haldex participe aux recherches qui mèneront Graubremse GmbH à déposer son brevet sur un dispositif ABS multi-canaux, puis introduit en 1968 le régulateur automatique de freinage sur des véhicules industriels. 
C'est en 1998 que Haldex entamera une collaboration avec Anand Autosystem pour fonder la coentreprise Anand India. La société ne cessera d'évoluer vers les systèmes de transmission et surtout de freinage, par l'acquisition de Midland-Grau spécialisé en frein de camion, du spécialiste de freinage d'Anchorlok en 2001 et de Neway la même année, fabricant de valves hydrauliques. Face à la crise, le conseil d'administration décide en 2010 une restructuration pour se réduire à deux entités indépendantes formant en 2011 le groupe Haldex.